# Aeroportul Taylor
Aeroportul Taylor (IATA: TYZ, ICAO: KTYL, FAA LID: TYL) este un aeroport din Arizona, Statele Unite ale Americii.
Situat la o altitudine de 1.774 m, aeroportul dispune de 1 pistă.

## Infrastructură

### Piste
Aeroportul dispune de o singură pistă. Pista 03/21 are suprafața de asfalt și dimensiunile 7.001 picioare × 75 picioare. 